# Woody Guthrie
Woodrow Wilson Guthrie, mer känd under namnet Woody Guthrie, född 14 juli 1912 i Okemah i Oklahoma, död 3 oktober 1967 i New York i New York, var en amerikansk musiker (sångare och låtskrivare) samt författare, känd som förgrundsfigur inom den amerikanska folkmusiken. Hans musik fokuserade på amerikansk socialism och antifacism och har inspirerat flera generationer både politiskt och musikaliskt med sånger som "This Land Is Your Land".
Guthrie var bevakad av FBI för att vara en misstänkt kommunist, trots att han aldrig var med i någon organisation. Han fälldes däremot för ordningsstörande verksamhet då han tex försvarat Stalins invasion av Polen 1939, vilket han blivit mycket kritiserad för i modern tid. Woody Guthrie var också aktiv i USA:s arbetarrörelse och skrev krönikor i amerikanska kommunistpartiets tidning The Daily Worker.

## Biografi
Guthrie föddes i en medelklassfamilj i Oklahoma och fick sina förnamn efter president Woodrow Wilson, vald samma år som Guthrie föddes.  
Hans far Charlie Guthrie, en gång en framgångsrik politiker och fastighetsägare, hade ekonomiska problem och arbetade i Pampa i Texas för att betala av skulder. Guthries mor Nora Belle drabbades av Huntingtons sjukdom och togs in på mentalsjukhus när Guthrie var fjorton. Efter det levde Guthrie en tid ensam med sina syskon.  
Under tonåren lärde Guthrie sig spela blues och folksånger från bland andra sin farbror Jeff Guthrie. Han blev som många andra hemlös under Dust Bowl-krisen när sandstormar förstörde hus och gårdar i Oklahoma under 1930-talet. 
Han spelade gitarr och munspel och levde i hög grad ett kringflackande liv. Han tog sig fram bland annat som fripassagerare på godståg och försörjde sig på olika tillfälliga arbeten.  
1933 gifte han sig med Mary Jennings, med vilken han fick barnen Gwen, Sue och Bill. Bill dog i en bilolycka när han var 23. Båda döttrarna dog av Huntingtons sjukdom vid 41 års ålder. Makarna skilde sig 1940. Guthrie var gift andra gången med Marjorie Greenblatt åren 1945–1953 och tredje gången med Anneke Van Kirkand 1953–1956; han fick sammanlagt åtta barn.
Guthrie var vän med bland andra Will Geer och John Steinbeck. 
Han avled 1967 på Creedmoor State Hospital i Queens, New York, i Huntingtons sjukdom.

## Musik

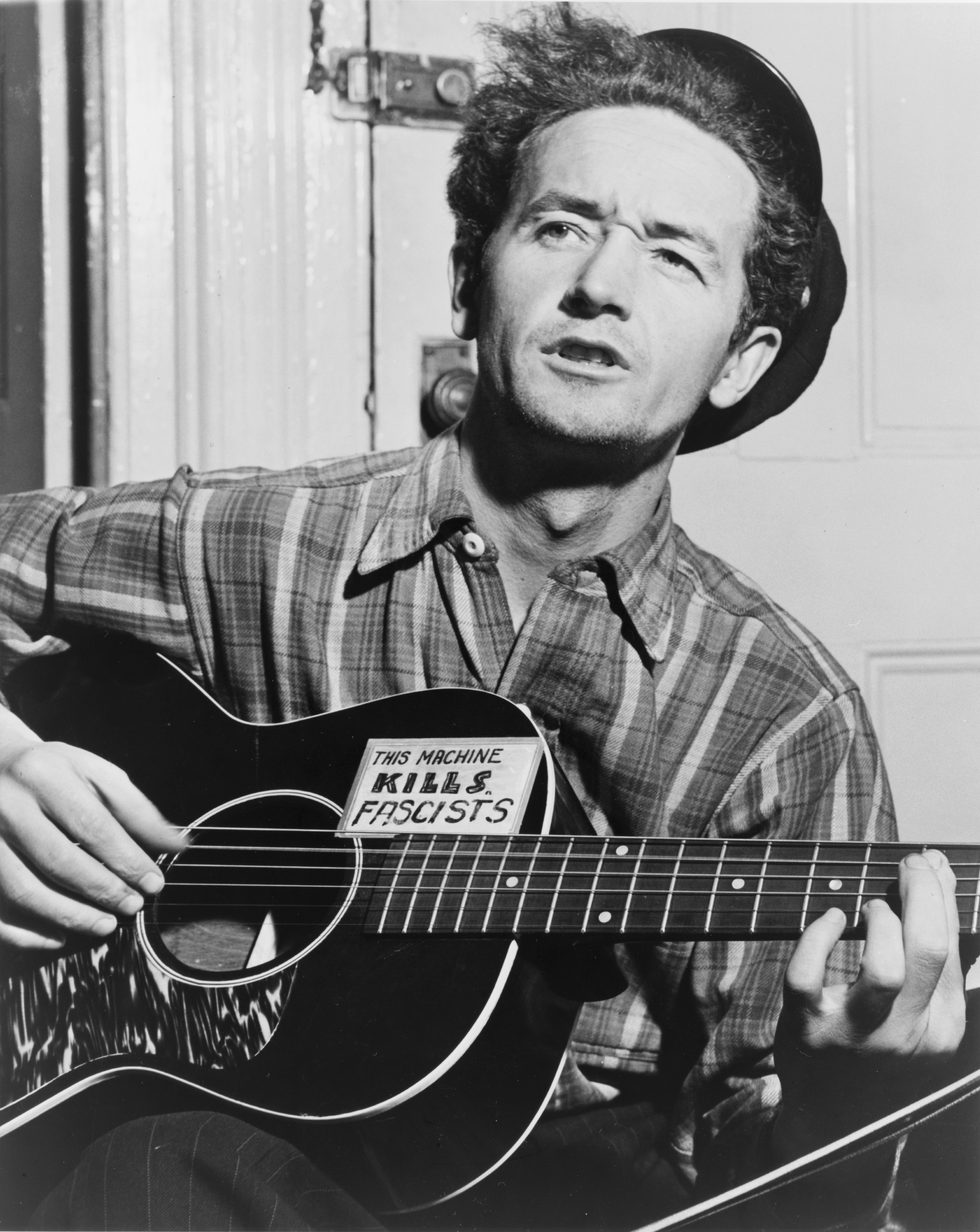
Woody Guthrie, 1943

Guthrie skrev hundratals country-, folk- och barnlåtar, ballader och improviserade verk. Gärna med egna texter till äldre melodier. Han kunde tusentals sånger och sjöng ofta traditionell amerikansk folkmusik.  
I hans sånger fanns både humor och allvar och han sjöng oftast om "det andra USA" - om vardagen och villlkor för arbetare, svarta och utanförställda.  
Guthries album Dust Bowl Ballads, var med på tidningen Mojos lista över 100 skivor som förändrade världen.
Han uppträdde ofta med en gitarr med texten "This machine kills fascists" ("Den här maskinen dödar fascister").

### Urval av låtar
- Ain't got no home (1938) om Dust Bowl-flyktingar från nordamerikanska Mellanvästern och i Kanada under 1930-talet.[15]
- This Land is Your Land (1940) är en av Guthries mest kända sånger. Den skrevs som svar på den patriotiska sången God Bless America av Irving Berlin. Sången finns i svensk översättning, med titeln Det här är ditt land.
- Union Maid (1940) om facklig kamp och kvinnors villkor.
- Pastures of Plenty (1941) om migrantarbetare.
- Old man Trump (1954) skrevs när Guthrie bodde i en byggnad som ägdes av Fred Trump (far till Donald Trump). I låten beskrivs rasistiska och diskriminerande hyresvillkor för de boende.
- Pretty Boy Floyd (1958) om den amerikanske bankrånaren Charles Arthur 'Pretty Boy' Floyd.
- The Ludlow Massacre (1958) om Ludlowmassakern i Colorado där ett tjugotal strejkande kolgruvearbetare mördades.
- Goin’ Down the Road Feelin’ Bad (1960)
- Vigilante Man (1960)
- Plane Wreck/Deportees (1961) om en flygplanskrasch 1948 där 28 deporterade migrantarbetare och fyra amerikaner dog.
- Do Re Mi (1961) är en varningssång om vad som väntar migrantarbetare som lämnar sina hem för att söka jobb i Kalifornien.
- Hard Travelin, om villkoren och livet för arbetare i USA.

## Diskografi (urval)
- Dust Bowl Ballads (1940)
- Nursery Days (1951)
- Songs to Grow on for Mother and Child (1956)
- Bound for Glory (1956)
- Ballads of Sacco & Vanzetti (1960)
- Woody Guthrie Sings Folk Songs (1962)
- Hard Travelin' (1964)
- Library of Congress Recordings (1964)
- Columbia River Collection (1987)
- This Land Is Your Land, The Asch Recordings, Vol.1 (1997)
- Muleskinner Blues, The Asch Recordings, Vol.2 (1997)
- Hard Travelin', The Asch Recordings, Vol.3 (1998)
- Buffalo Skinners, The Asch Recordings, Vol.4 (1999)
- The Live Wire: Woody Guthrie in Performance 1949 (2007)
- My Dusty Road (2009)
- Woody at 100: The Woody Guthrie Centennial Collection (2012)

## Eftermäle

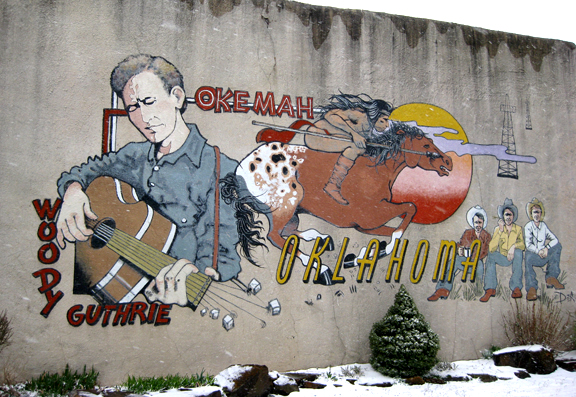
Väggmålning från 1994 i Guthries hemstad Okemah

Guthries självbiografi Bound for Glory publicerades 1943. Den svenska översättningen, Hela härligheten, kom ut 1977 (översättning Boo Cassell, Ordfront).  
1977 filmatiserades självbiografin av Hal Ashby med David Carradine i huvudrollen.
Exempel på artister som inspirerats av Guthrie är Pete Seeger, Bob Dylan, Bruce Springsteen, Joe Strummer, Tom Russell, Johnny Cash, U2, Jonatha Brooke och Mikael Wiehe.
Woody Guthrie är far till musikern Arlo Guthrie, och farfar till musikern Sarah Lee Guthrie. 